# Jerzens
Jerzens è un comune austriaco di 997 abitanti nel distretto di Imst, in Tirolo. Stazione sciistica, ha ospitato tra l'altro i Campionati austriaci di sci alpino nel 1993 e nel 2013.